# Knut Husebø
Knut Husebø, född 10 maj 1946 i Stavanger, är en norsk skådespelare och bildkonstnär.
Husebø debuterade 1968 som Flyndrefanten i Taremare by på Den Nationale Scene. Han var därefter anställd vid Nationaltheatret 1969–1971 och 1975–1986, med avbrott för engagemang vid Fjernsynsteatret 1977–1979 och 1982–1983. Sedan 1986 är han frilans.
Husebø har bland annat spelat Edmund i Kung Lear, Orsino i Trettondagsafton och titelrollen i Henrik Ibsens Catilina. Han spelade den mångsidiga Benoni i Fjernsynsteatrets uppsättning av Knut Hamsuns Benoni og Rosa, och han hade en av huvudrollerna i Per Bronkens Sigrid Undset-serie Jenny.
Han har de senare åren framför allt arbetat som bildkonstnär.

## Filmografi (urval)
- 1973 – Knut Formos siste jakt
- 1976 – Oss
- 1977 – Den tysta majoriteten
- 1982 – Ingenjör Andrées luftfärd
- 1985 – Adjø solidaritet
- 1989 – Bryllupsfesten
- 2008 – Max Manus